# Wielsbeke
Wielsbeke este o comună neerlandofonă situată în provincia Flandra de Vest, regiunea Flandra din Belgia. La 1 ianuarie 2008 avea o populație totală de 9.093 locuitori. 

## Geografie
Comuna actuală Wielsbeke a fost formată în urma unei reorganizări teritoriale în anul 1977, prin înglobarea într-o singură entitate a 3 comune învecinate. Suprafața totală a comunei este de 21,76 km². Comuna este subdivizată în secțiuni, ce corespund aproximativ cu fostele comune de dinainte de 1977. Acestea sunt:
| - I. Wielsbeke - II. Ooigem - III. Sint-Baafs-Vijve |

Localitățile limitrofe sunt:
| - Comuna Dentergem: - a. Wakken - b. Markegem - Comuna Oostrozebeke: - c. Oostrozebeke - Comuna Harelbeke: - d. Hulste - e. Bavikhove - Comuna Waregem: - f. Beveren - g. Desselgem - h. Sint-Eloois-Vijve - Comuna Zulte: - i. Zulte |

1. ↑  Crossroad Bank of Enterprises